# Giairo Ermeti
Giairo Ermeti (* 7. April 1981 in Rottofreno) ist ein ehemaliger italienischer Bahn- und Straßenradrennfahrer.
2004 entschied Giairo Ermeti eine Etappe der Volta Ciclista Internacional a Lleida für sich und gewann den Piccolo Giro di Lombardia. Zwei Jahre später gewann er das Schweizer Eintagesrennen Giro del Lago Maggiore. 2007 errang er drei nationale Titel auf der Bahn: in der Mannschaftsverfolgung mit Claudio Cucinotta, Matteo Montaguti und Alessandro De Marchi, im Scratch und in der Einerverfolgung. 2011 wurde er nochmals italienischer Meister in der Mannschaftsverfolgung, gemeinsam mit Omar Bertazzo, Alessandro De Marchi und Filippo Fortin. 2007 und 2011 startete er bei UCI-Bahn-Weltmeisterschaften, ohne vordere Plätze zu belegen.
Viermal startete Ermeti zwischen 2009 und 2013 beim Giro d’Italia. Seine beste Platzierung war Rang 83 im Jahre 2008.

## Erfolge – Straße
2006
- Giro del Lago Maggiore

2009
- Mannschaftszeitfahren Settimana Ciclistica Lombarda

## Erfolge – Bahn
2007
- Italienischer Meister – Einerverfolgung
- Italienischer Meister – Mannschaftsverfolgung (mit Claudio Cucinotta, Alessandro De Marchi und Matteo Montaguti)
- Italienischer Meister – Scratch

2011
- Italienischer Meister – Mannschaftsverfolgung (mit Omar Bertazzo, Alessandro De Marchi und Filippo Fortin)
- Italienischer Meister – Omnium

## Teams
- 2005 Miche
- 2006 Team L.P.R.
- 2007 Tenax-Menikini
- 2008 L.P.R. Brakes
- 2009 L.P.R. Brakes-Farnese Vini
- 2010 De Rosa-Stac Plastic
- 2011 Androni Giocattoli-C.I.P.I
- 2012 Androni Giocattoli-Venezuela
- 2013 Androni Giocattoli-Venezuela